# Match des Étoiles de la Ligue majeure de baseball 2010
Le match des Étoiles de la Ligue majeure de baseball 2010 (2010 MLB All-Star Game) fut la 81e édition de cette opposition entre les meilleurs joueurs de la Ligue américaine et de la Ligue nationale, les deux composantes de la MLB. 
Le match a été joué le 13 juillet 2010 au Angel Stadium of Anaheim, entre l'équipe de la ligue américaine et celle de la ligue nationale.

## Sélection du stade

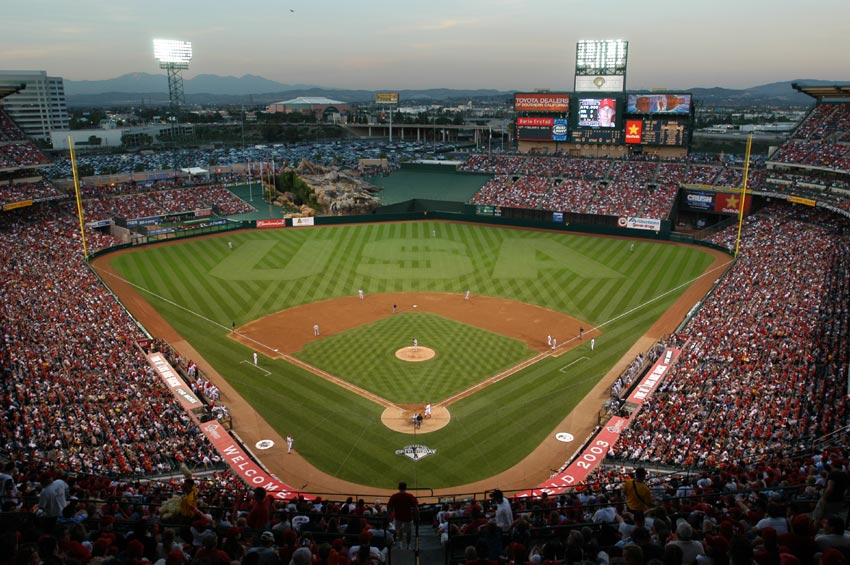
Angel Stadium

L'annonce de l'Angel Stadium of Anaheim comme lieu du 2010 MLB All-Star Game a été faite par le commissaire de la MLB, Bud Selig, lors d'une conférence de presse le 28 mai. Ce sera la troisième fois que la ville d'Anaheim accueillera le All-Star Game et la cinquième fois qu'il aura lieu dans la région de Los Angeles. Le dernier All-Star Game à Anaheim a eu lieu en 1989.

## Effectifs

### Ligue américaine
- Manager : Joe Girardi des Yankees de New York, champions de Ligue américaine et champions du monde en 2009.
- Adjoints : Bob Geren des Athletics d'Oakland, Mike Scioscia des Angels d'Anaheim.
- Instructeurs : Tony Peña (banc), Dave Eiland (des lanceurs), Kevin Long (frappeurs), Mike Harkey (enclos de relève), Mick Kelleher (premier but) et Rob Thompson (troisième but), tous des Yankees de New York.

| Alignement partant | Alignement partant | Alignement partant | Alignement partant |
| Position           | Joueur             | Équipe             | Sélections         |
| ------------------ | ------------------ | ------------------ | ------------------ |
| Receveur           | Joe Mauer          | Twins              | 4                  |
| Premier but        | Justin Morneau     | Twins              | 4                  |
| Deuxième but       | Robinson Cano      | Yankees            | 2                  |
| Troisième but      | Evan Longoria      | Rays               | 3                  |
| Arrêt court        | Derek Jeter        | Yankees            | 11                 |
| Champ extérieur    | Carl Crawford      | Rays               | 4                  |
| Champ extérieur    | Josh Hamilton      | Rangers            | 3                  |
| Champ extérieur    | Ichirō Suzuki      | Mariners           | 10                 |
| Frappeur désigné   | Vladimir Guerrero  | Rangers            | 9                  |

| Lanceurs | Lanceurs       | Lanceurs  | Lanceurs   |
| Position | Joueur         | Équipe    | Sélections |
| -------- | -------------- | --------- | ---------- |
| Lanceur  | Clay Buchholz  | Red Sox   | 1          |
| Lanceur  | Trevor Cahill  | Athletics | 1          |
| Lanceur  | Fausto Carmona | Indians   | 1          |
| Lanceur  | Neftali Feliz  | Rangers   | 1          |
| Lanceur  | Phil Hughes    | Yankees   | 1          |
| Lanceur  | Cliff Lee      | Mariners  | 2          |
| Lanceur  | Jon Lester     | Red Sox   | 1          |
| Lanceur  | David Price    | Rays      | 1          |
| Lanceur  | Mariano Rivera | Yankees   | 11         |
| Lanceur  | CC Sabathia    | Yankees   | 4          |
| Lanceur  | Joakim Soria   | Royals    | 2          |
| Lanceur  | Matt Thornton  | White Sox | 1          |
| Lanceur  | Jose Valverde  | Tigers    | 2          |

| Remplaçants      | Remplaçants      | Remplaçants | Remplaçants |
| Position         | Joueur           | Équipe      | Sélections  |
| ---------------- | ---------------- | ----------- | ----------- |
| Receveur         | John Buck*       | Blue Jays   | 1           |
| Receveur         | Víctor Martínez* | Red Sox     | 4           |
| Premier but      | Miguel Cabrera   | Tigers      | 5           |
| Deuxième but     | Dustin Pedroia*  | Red Sox     | 3           |
| Deuxième but     | Ian Kinsler*     | Rangers     | 1           |
| Deuxième but     | Ty Wigginton     | Orioles     | 1           |
| Troisième but    | Adrian Beltre    | Red Sox     | 1           |
| Troisième but    | Alex Rodriguez   | Yankees     | 13          |
| Arrêt court      | Elvis Andrus     | Rangers     | 1           |
| Champ extérieur  | José Bautista    | Blue Jays   | 1           |
| Champ extérieur  | Torii Hunter     | Angels      | 4           |
| Champ extérieur  | Vernon Wells     | Blue Jays   | 3           |
| Frappeur désigné | David Ortiz      | Red Sox     | 6           |

- John Buck remplace Víctor Martínez, blessé.
- Ian Kinsler remplace Dustin Pedroia, blessé.

### Ligue nationale
- Manager : Charlie Manuel des Phillies de Philadelphie, champions de Ligue nationale en 2009.
- Adjoints : Bud Black des Padres de San Diego, Bruce Bochy des Giants de San Francisco.
- Instructeurs : Pete Mackanin (banc), Rich Dubee (des lanceurs), Milt Thompson (frappeurs), Mick Billmeyer (enclos de relève), Davey Lopes (premier but) et Sam Perlozzo (troisième but), tous des Phillies de Philadelphie.

| Alignement partant | Alignement partant | Alignement partant | Alignement partant |
| Position           | Joueur             | Équipe             | Sélections         |
| ------------------ | ------------------ | ------------------ | ------------------ |
| Receveur           | Yadier Molina      | Cardinals          | 2                  |
| Premier but        | Albert Pujols      | Cardinals          | 9                  |
| Deuxième but       | Chase Utley        | Phillies           | 5                  |
| Troisième but      | David Wright       | Mets               | 5                  |
| Arrêt court        | Hanley Ramirez     | Marlins            | 3                  |
| Champ extérieur    | Ryan Braun         | Brewers            | 3                  |
| Champ extérieur    | Andre Ethier       | Dodgers            | 1                  |
| Champ extérieur    | Jason Heyward      | Braves             | 1                  |

- Chase Utley, blessé[2], est remplacé par Martin Prado.

| Lanceurs | Lanceurs         | Lanceurs  | Lanceurs   |
| Position | Joueur           | Équipe    | Sélections |
| -------- | ---------------- | --------- | ---------- |
| Lanceur  | Jonathan Broxton | Dodgers   | 2          |
| Lanceur  | Matt Capps       | Nationals | 1          |
| Lanceur  | Chris Carpenter  | Cardinals | 3          |
| Lanceur  | Yovani Gallardo  | Brewers   | 1          |
| Lanceur  | Roy Halladay     | Phillies  | 7          |
| Lanceur  | Tim Hudson       | Braves    | 3          |
| Lanceur  | Ubaldo Jimenez   | Rockies   | 1          |
| Lanceur  | Josh Johnson     | Marlins   | 2          |
| Lanceur  | Tim Lincecum     | Giants    | 3          |
| Lanceur  | Evan Meek        | Pirates   | 1          |
| Lanceur  | Arthur Rhodes    | Reds      | 1          |
| Lanceur  | Adam Wainwright  | Cardinals | 1          |
| Lanceur  | Brian Wilson     | Giants    | 2          |

| Remplaçants     | Remplaçants      | Remplaçants  | Remplaçants |
| Position        | Joueur           | Équipe       | Sélections  |
| --------------- | ---------------- | ------------ | ----------- |
| Receveur        | Brian McCann     | Braves       | 5           |
| Premier but     | Adrian Gonzalez  | Padres       | 3           |
| Premier but     | Ryan Howard      | Phillies     | 3           |
| Premier but     | Joey Votto       | Reds         | 1           |
| Deuxième but    | Brandon Phillips | Reds         | 1           |
| Deuxième but    | Martin Prado     | Braves       | 1           |
| Troisième but   | Omar Infante     | Braves       | 1           |
| Troisième but   | Scott Rolen      | Reds         | 6           |
| Arrêt court     | José Reyes*      | Mets         | 3           |
| Arrêt court     | Troy Tulowitzki* | Rockies      | 1           |
| Champ extérieur | Michael Bourn    | Astros       | 1           |
| Champ extérieur | Marlon Byrd      | cubs         | 1           |
| Champ extérieur | Corey Hart       | Brewers      | 2           |
| Champ extérieur | Matt Holliday    | Cardinals    | 4           |
| Champ extérieur | Chris Young      | Diamondbacks | 1           |

- Martin Prado remplace Chase Utley, blessé.
- José Reyes remplace Troy Tulowitzki, blessé.